# Gorenje (groupe)
Pour les articles homonymes, voir Gorenje.
Gorenje est un groupe slovène, filiale du groupe chinois Hisense avec une majorité en action de 95 % chinoise, spécialisé dans les produits électroménagers blancs. Les activités du groupe se répartissent sur trois secteurs d'activité :
- électroménager : production et vente d’appareils électroménagers blancs, de chauffe-eau, d'outillage et d'équipements industriels ;
- équipement de la maison : fabrication et vente de mobilier pour la cuisine et la salle de bains ainsi que des carrelages et des équipements sanitaires ;
- écologie, énergie et services : transactions financières, ingénierie, distribution, restauration, tourisme, gestion immobilière, traitement et élimination des effluents, fabrication et vente de matériaux de construction (briques, solives et linteaux).

## Histoire
L'entreprise Gorenje a été fondée en 1950, dans le village de Gorenje, commune de Šmartno ob Paki (République fédérative socialiste de Yougoslavie). Elle s’est d’abord spécialisée dans la fabrication des machines agricoles, l’approvisionnement en matériaux de construction puis dans la fabrication de cuisinières et poëles à combustibles solides. À la fin des années 1950, son siège est transféré dans la ville voisine de Velenje. Cela lui permet de se lancer, à partir de 1961, dans l'exportation de cuisinières vers l'Allemagne et d'étendre sa production aux lave-linge et aux réfrigérateurs. En peu d'années l'entreprise devient, en Yougoslavie, le leader dans le secteur de l’électroménager.
Entre 1979 et 1991,il fabrique la mitraillette MGV-176 qui fut utilisée durant la Guerre des dix jours.
Le 1er janvier 1997, l'entreprise se transforme en société par actions dont le capital est majoritairement détenu par l'État slovène.
En juin 2018, Hisense augmente sa participation de 33 % à 95 % dans Gorenje, pour environ 293 millions d'euros.
Gorenje a poursuivi ses opérations en Russie malgré les sanctions internationales et les appels à ce que les entreprises cessent leurs activités dans le pays à la suite de l'invasion russe de l'Ukraine en 2022,. En 2023, l'entreprise a signalé une augmentation significative de ses revenus par rapport à 2022. Parallèlement, les produits de Gorenje figurent sur la liste des "importations parallèles" de la Russie, permettant l'importation non autorisée de leurs biens sans le consentement de l'entreprise, ce qui porte atteinte à leurs droits de propriété intellectuelle. Cette situation a suscité des critiques, car la présence continue de Gorenje en Russie contribue à l'économie locale, soutenant les efforts de guerre du gouvernement russe contre l'Ukraine.

## Les marques et les produits
Le groupe Gorenje vend 85 % de sa production sous ses propres marques qui sont au nombre de neuf : Gorenje, Sidex, Körting, Mora, ATAG, ETNA, Pelgrim, Asko et UPO.

## Données boursières
Lors du dernier changement capitalistique (21 décembre 2006), le capital de la société était composé de 15 906 876 actions ordinaires d'un montant nominal unitaire de 1 000 tolars. Chaque action donne droit à un vote.
D'après les dernières données, le capital de la société se compose de 15 906 876 actions ordinaires pour un montant nominal total de 66 378 217,32 euros. 121 311 actions (soit 0,8647 %) sont détenues par la société elle-même (31 décembre 2009).

## Sites de production
L'entreprise possède les sites de production suivants :
- Velenje en Slovénie, principal site de production
- Šoštanj en Slovénie
- Rogatec en Slovénie : production de composants pour réfrigérateurs et congélateurs, fermeture prévue en août 2025[10].
- Marianske Udoli, (usine Mora Moravia (cs)) en République tchèque
- Valjevo en Serbie[11].

## Sponsor
- RK Gorenje Velenje